# Тіхуана (футбольний клуб)
«Тіхуана Шолоітцкуінтлес де Кальєнте» (ісп. Club Tijuana Xoloitzcuintles de Caliente), або скорочено Тіхуа́на Шо́лос (ісп. Xolos de Tijuana) — мексиканський футбольний клуб із міста Тіхуана, штат Баха-Каліфорнія). Клуб виступає в Лізі МХ, вищому дивізіоні Мексики.
Клуб Тіхуана добився історичного успіху ставши чемпіоном вищого дивізіону Мексики в сезоні Апертура 2012, всього лише через рік після виходу з другого дивізіону. До цього жодному клубу другого дивізіону за всю історію чемпіонату не вдавалося стати чемпіоном Мексики за такий короткий час після виходу у вищий дивізіон.

## Історія
Клуб заснований 14 січня 2007 року після того як місцева команда другого дивізіону «Дорадос де Тіхуана» вилетіла у попередньому сезоні в третій дивізіон. Головним ініціатором створення команди був Хосе Альберто Анк, мексиканський політик, бізнесмен і власник найбільшої в країні компанії, що приймає ставки на спортивні результати, «Групо Кальенте» (Grupo Caliente). Першою назвою команди стала «Тіхуана Гальоса де Кальенте» (Tijuana Gallos de Caliente) і згодом змінена на «Тіхуана Шолоітскуінтлес де Кальенте». Хорхеальберто Анк Інсунса, 28-річний син власника, був призначений президентом клубу (згодом став наймолодшим з президентів клубів вищої ліги). 
Новий стадіон під назвою «Кальенте» був завершений у листопаді 2007 року і вміщував 13 333 чоловік. У 2008 році місткість була збільшена до 21 000 і надалі планується довести місткість до 33 333 місць. 
Символом клубу є мексиканський голий собака Шолоітцкуінтле (одна з найдавніших порід на планеті). Він є також частиною повної назви клубу і одним із його прізвиськ. Цей собака є уособленням енергії і люті народу Тіхуани, а також історії Мексики, оскільки дана порода була відома в країні більше трьох тисяч років тому. 
З сезону 2010/11 в команді виступає ряд досвідчених футболістів. Міцне фінансове становище дозволяє керівництву «Тіхуани» робити дорогі покупки. Так, один з найкращих гравців Кубка Америки 2011 року, футболіст збірної Уругваю Ехідіо Аревало Ріос ще по ходу турніру оформив перехід в «Тіхуану» з бразильського «Ботафого». Нападник збірної Колумбії Дайро Морено також перейшов в «Тіхуану» по ходу Кубка Америки. 
Під керівництвом колишнього півзахисника збірної Мексики Хоакіна дель Ольмо клуб домігся першого успіху ставши чемпіоном Ліги де Ассенс, другого дивізіону чемпіонату Мексики, в сезоні Апертура 2010. У матчі за вихід у вищу лігу, «Тіхуана» переграв «Ірапуато», переможця Клаусури 2011 і вперше у своїй історії пробився до Прімери. Рік по тому клуб добився історичного успіху, вигравши чемпіонат вищого дивізіону в сезоні Апертура 2012. Жодному клубу другого дивізіону за всю історію чемпіонату не вдавалося стати чемпіоном Мексики за такий короткий час після виходу у вищий дивізіон. У другому чемпіонаті посів сьоме місце і грав в 1/4 фіналу Клаусури 2012.

## Досягнення
- Чемпіон Мексики (1): 2012А
- Чемпіон ліги де Ассенсо (1): 2011

## Найвідоміші гравці
- Фернандо Арсе (2011-2012) — півзахисник, за збірну 42 матчі (7 голів).
- Хосе Санд (2011-2012) — найкращий бомбардир чемпіонату Аргентини 2008А, 2009К.
- Дайро Морено (2011-2012) — нападник, за збірну Колумбії 21 матч (2 гола).